# 珀金斯山
76°32′S 144°8′W / 76.533°S 144.133°W
珀金斯山（英語：Mount Perkins）是南極洲的山峰，位於瑪麗伯德地，處於福士迪克山脈東端，屬於福特山脈的一部分，在1934年12月由美國探險隊發現，現時由南極條約體系管理。